# Soconita
Soconita är en ort i Mexiko.   Den ligger i kommunen Mezquitic och delstaten Jalisco, i den centrala delen av landet, 600 km nordväst om huvudstaden Mexico City. Soconita ligger 1 465 meter över havet och antalet invånare är 168.
Terrängen runt Soconita är kuperad åt sydost, men åt nordväst är den bergig. Terrängen runt Soconita sluttar västerut. Runt Soconita är det mycket glesbefolkat, med 4 invånare per kvadratkilometer. Närmaste större samhälle är San Andrés Cohamiata, 13,8 km väster om Soconita. I omgivningarna runt Soconita växer huvudsakligen savannskog.